# Josh Williams
Josh Williams, né le 18 avril 1988 à Akron en Ohio, est un joueur américain de soccer évoluant au poste de défenseur central.

## Biographie
Josh Williams grandit dans la banlieue d'Akron. Alors qu'il a 8 ans, il assiste au match inaugural du Crew de Columbus en 1996.
Il rejoint l'Université d'État de Cleveland et pratique le soccer en NCAA pendant 4 saisons.
Il signe son premier contrat professionnel avec le Crew de Columbus le 16 septembre 2010.
En juin 2011, il est contrôlé positif à la méthandrosténolone et est condamné pour dopage à 10 matchs de suspension et une diminution de son salaire de 10%,.
Le 8 décembre 2014, Josh Williams rejoint le New York City FC, franchise d'expansion en 2015, en échange d'une allocation monétaire.